# Twee arenden
Twee arenden zijn een tweetal gevelornamenten gemaakt door de Nederlandse kunstenaar Adrianus Remiëns in 1922/1923.
De twee grijze arenden versieren de gevels van geheel bijna witte gebouwen aan de Veeteeltstraat te Amsterdam-Oost. De arenden bewaken de westelijke toegang tot Betondorp. De originele kunstwerken zijn tijdens een renovatie van de wijk vervangen door replica's; de originelen waren te veel aangetast door zure regen.
Een andere arend van Remiëns kan gevonden worden aan de onderdoorgang Stadionweg, Hygeastraat eveneens te Amsterdam. Deze dateert van 1924.

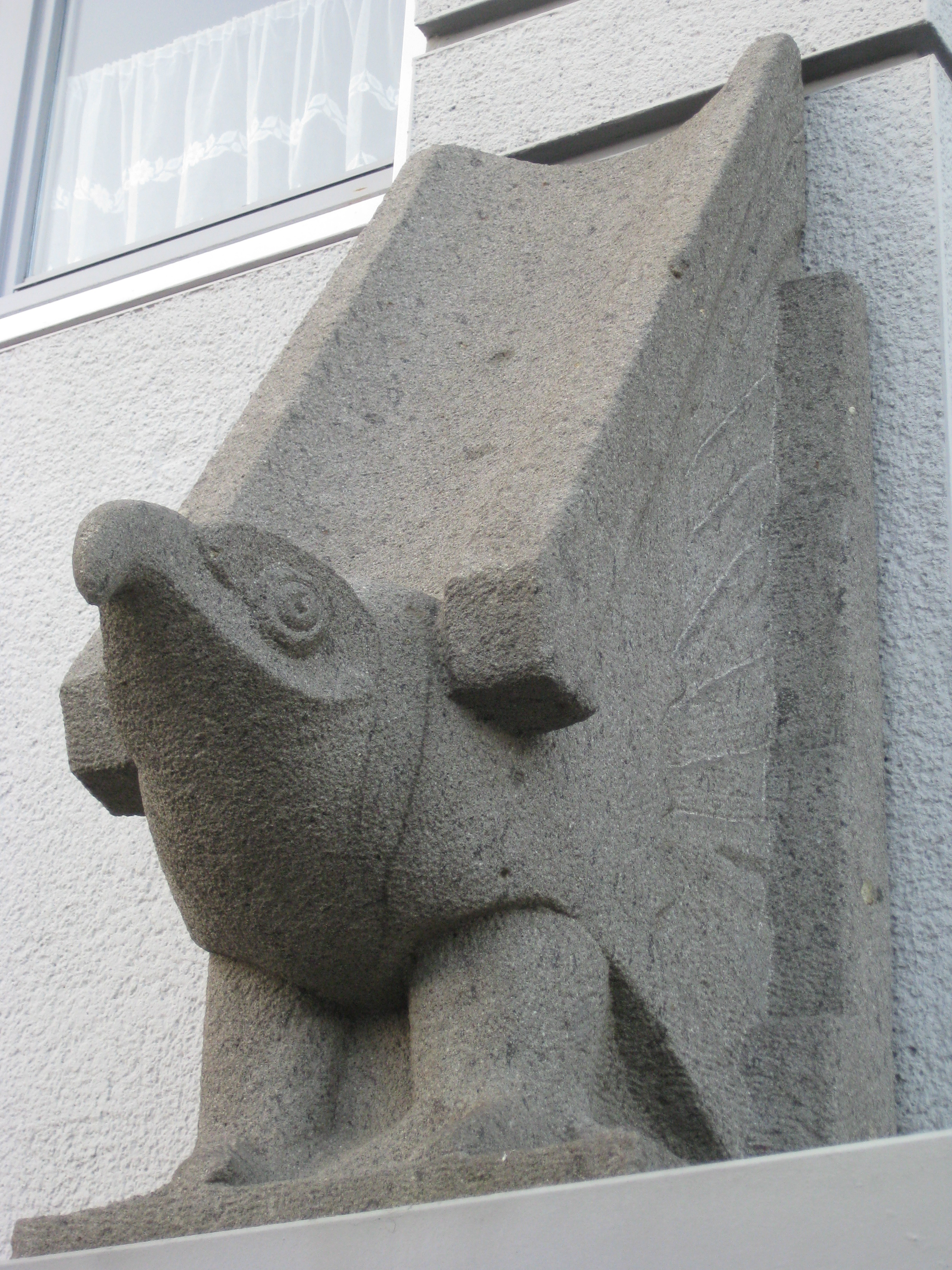
Arend 2

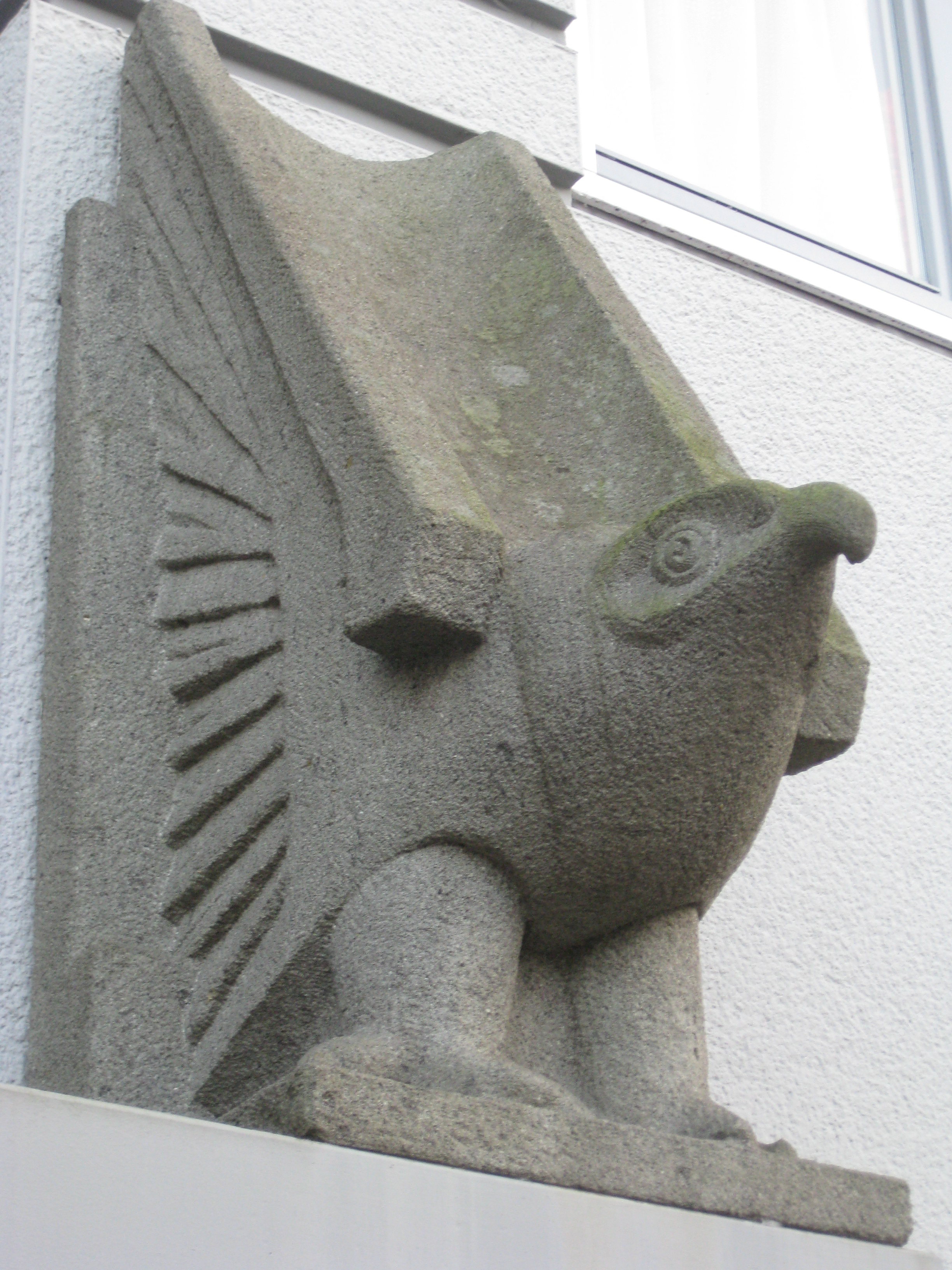
Arend 1